# Chromi(II) selenide
Chromi(II) selenide là một hợp chất vô cơ có công thức hóa học CrSe.